# خارتا (لهستان)
خارتا (به لهستانی:  Harta) یک روستا در لهستان است که در گمینا دنوو واقع شده‌است. خارتا ۲٬۱۷۹ نفر جمعیت دارد.